# Сакський курортний парк

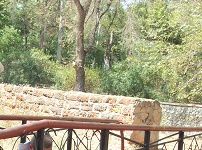
сакський курортний парк

Са́кський куро́ртний парк — парк на території міста Саки, Україна. Заснований у 1891 році. Площа парку — 30 гектарів. Він належить до природно-заповідного фонду України і є пам'яткою садово-паркового мистецтва місцевого значення.

## Історія
З початком XIX століття місто Саки і його околиці не вражали відвідувачів курорту своєю мальовничістю. Всі, хто прибували на лікування знемагали від спеки, адже з одного боку було широке і нерухоме озеро, а з іншого — випалений солончаковий степ.
У 1890 році земством було ухвалено рішення озеленити сакський курорт. На заклик очільники міста відгукнулися численні підрядники, та сума в 20 тисяч рублів не задовольнила містян. Земство виділило лише 5 тисяч рублів та звернулися до місцевого ентузіаста садово-паркових облаштувань. Тож керувати закладкою парку взявся садівник і, водночас, доглядач грязелікарні Мельниченко Павло Сидорович, який уже мав досвід із закладкою парків по всьому Криму.. Суттєве сприяння у формуванні парку надав син засновника Нікітського ботанічного саду Християна Християновича Стевена — Олександр Християнович Стевен, і їм вдалось змусити рости дерева на тутешніх засолених ґрунтах.

### Закладка парку
Восени 1890 року приступили до планування парку, завезенню чорнозему з України, закупівлі посадкового матеріалу. Згодом пробурили артезіанську свердловину (першу в Саках) і вирили озеро («Лебедине озеро») та прокопали мережу струмків й місця під алеї та доріжки.
Навесні 1891 року почалася посадка багаторічних дерев: по краям парку висаджували високі тополя та гледичію, а з боку села широколисті граб, дуб, в'яз. Потім взялися за формування декоративних груп в середині парку: дерева зі всіх куточків світу (древовидної та кущової форм). Розгалужена система потічків ефективно підживлювала паркові насадження. І вже влітку, курортний парк зазеленів, адже більшість дерев висаджували уже сформованими (Мельниченко скористався своїм розсадником та зв'язками зі всіма кримськими упорядниками парків). Восени парк продовжували досаджувати деревами та декоративними формами (скульптурами, альтанками та доріжками)
Весною 1891 року знову закипіла робота над парком: пробурили другу свердловину, води з якої наповнювали ще два озера (які перед цим викопали), поставили водну обсерваторію (яка необхідна була для контролю за рівнем води), численні потоки спрямували від озерець до різних куточків парку, оформили пагорб з грецькою альтанкою, облаштували фонтани, клумби, доріжки. Влітку 1891 року 7 гектарів парку радували зеленню гостей і жителів Сак.
Взимку 1892—1893 років молоді насадження піддались тяжкому випробовуванню: сильні пилові та снігові бурі вкрили територію парку триметровим шаром землі з піском і снігом. Частина дерев і чагарників були понівечені, і всю весну 1893 року доводилося усувати наслідки катаклізму, а влітку Сакський парк знову зазеленів. Загалом, за три роки було висаджено понад 8700 дерев і чагарників 78 посухостійких видів, що зростали в лісах Європи, Середземномор'я, Північної Америки, Китаю, Японії.
Невдовзі посеред спекотного степу виросла оаза прохолоди, що стала особливою частиною Сакського курорту:
|  | Саки перетворилися. Свердловини, що дають прісну чарівну воду, це джерело життя, розкішний парк, дерева, зелень, квіти, знову зведені чисті і зручні будівлі для життя і різних служб довершили все інше... Вийшов затишний куточок, оаза в Євпаторійському позбавленому життя степу, в якому приємно відпочиває око, і де з задоволенням відпочиває стомлений далеким шляхом не тільки хворий, але і здоровий. |

В 1894 році відбувалася губернська сільськогосподарська виставка, на якій Сакському курортному парку була присуджена Велика бронзова медаль (яка експонується в Сакському історико-краєзнавчому музеї).

### Парк у часи Радянського Союзу
За приходу радянської влади, ним, спершу, не займалися і він захаращувався. Але в місті ще були продовжувачі справ Мельниченка (батько і син Водзінські), яким вдалося зацікавити парком керівників санаторіїв та міста. І, з часом, парк знову став місцем зібрання для жителів міста та гостей, його поповнили новими насадженнями, скульптурами та розширили до 1 гектарів.
Після 2-ї світової війни парк знову відновлювали, досаджували та розширювали. А в 1964 році парку було надано статус пам'ятки садово-паркової культури державного значення.

## Рельєф парку
Спочатку була пробурена артезіанська свердловина, перша в Саках. Потім були посаджені саджанці, вириті ставки, облаштовані три озера (одне з них — Лебедине, два інших цікаві тим, що мають обриси Чорного та Азовського морів).
З правого боку від бічної алеї знаходиться штучний пагорб, який увінчаний грецькою альтанкою. Він утворився при облаштуванні поруч маленького ставка, від якого розбігаються в різні боки алеї-доріжки.

## Об'єкти парку
Сакський курортний парк — гордість міста Саки. Він складається з 2 частин: стара (15 га, закладена в 1890–1892 роках) і нова (8 га, заснована в 1953 році).

### Насадження
На 30 гектарах ростуть близько 100 видів і форм садових дерев і чагарників. В парку налічується близько 1200 дерев, більшість з них — довгожителі, їх вік 50 — 60 років: вони пройшли пік розквіту і наближаються до граничного віку. Близько 150 дерев — патріархи, їхній вік перевищує сторіччя.
Мешканцями Сакського курортного парку стали: ошатні акації, дуб звичайний, софора японська, осика звичайна, кінський каштан, сріблястий лох, гледичія, тамариск, в'яз, ясен, північноамериканський дуб і береза, клен польовий і американський, тис і пурпурний в'яз, ялівець і сосна, гімалайський кедр, китайська гліцинія, сирійська троянда.
Першими в парку були висаджені, привезені з Північної Америки, дерева гледичії — яка теж росте в місцевості з сухим кліматом. А потім, під тінню гледичії, висаджували інші, менш витривалі рослини. По стежці до Вічного вогню росте величезне дерево платан (ще зовсім молодий — йому лише 40 років). А найстаріше дерево парку — дуб. До старих дерев належить дзельква граболистна і (висаджена в 30-ті роки 20 століття).
Ендеміком Сакського парку є кримська сосна, яка відрізняється від інших сосен темно-сірою корою і довгими темно-зеленими хвоїнками, («щоглова», бо виростає високою і стрункою). З інших, вічнозелених, взірців: кілька видів кипарисів, самшит та кедр ліванський.

### Пам'ятники
Парк відомий не тільки своїми насадженнями, а й скульптурними композиціями, яких є понад 50, і численними тінистими лавками, альтанками та клумбами.
У парку знаходиться краєзнавчий музей міста, поруч якого височіє Обеліск Слави з Вічним вогнем (відкриті в 1965 році), який був встановлений в пам'ять загиблих воїнів в роки Другої світової війни, які були жителями міста. На границі парку стоїть пам'ятник радянським льотчикам, полеглим при визволенні Криму в 1944 році.
Поміж тінистих алей стоять пам'ятники відомим особам, які відпочивали на Сакському курорті: Лесі Українці, Миколі Гоголю.
У кінці алеї було поставлено меморіальну дошку в пам'ять про перебування на лікуванні в Саках у 1902 році російського флотоводця адмірала С. О. Макарова.
Серед інших пам'ятників в історії парку стала плита на місці буріння першої артезіанської свердловини. До 1885 року саме цей кам'яний стовп позначав кордон грязелікарні. Також у парку встановлені пам'ятники Жертвам Чорнобиля, Дітям Війни і професору Китайської медицини Чжан Вей Лін, який працював у санаторії «Саки». Використовуючи прогресивні методи лікування він врятував багатьох людей. Загинув видатний лікар від рук бандитів у 1992 році.
Поруч бювету, на березі «Нового ставка» (створеного в 1932 році), розташована скульптурна композиція — «Бронтозавр» (виконаний у натуральну величину), який є одним із туристичних принад та символів міста Саки.
На початку 19 століття в парку було багато затишних й романтичних куточків і місць «паломництва» гостей міста та його мешканців, наприклад: «Лава любові», «Притулок мрій» та інші. Сучасники не забувають про давні традиції, підтримуючи романтичну атмосфера в інших скульптурах: «Дівчина що купається» і «Місток зітхань» (над «Лебединим озером»).

### Інші об'єкти
Окрім відпочинку в тінистих алеях парку, на його території можна подивитися на старі будівлі курорту (побудовані наприкінці 19 — початку 20 століття), нові об'єкти і, таким чином, простежити, як розвивався курорт Саки.
Особливістю парку є Башточка, виконана в оригінальному архітектурному стилі — перша в царській Росії водна обсерваторія, яка служила для проведення спостережень за станом курортних артезіанських вод.
В межах парку розташувалися санаторії: «Сакський центральний військовий клінічний санаторій ім. М. І. Пирогова», санаторій імені академіка М. М. Бурденко, санаторій санаторій «Сакрополь» (колишній імені Леніна) і санаторій «Саки».
Осторонь від корпусів лічниць стоїть бювет мінеральної води санаторію «Саки»: мінеральна вода «Кримська» подається зі свердловини, розташованої неподалік.

## Засновники та опікуни парку
Над Сакською оазою в степу працювало чимало садівників та ентузіастів, найвідоміші з них Павло Мельниченко та Олександр Стевен — зачинателі парку. Але те, яким став курортний парк справа рук продовжувачів Мельниченка, садівників: П. Д. Водзинський, та його син К. П. Водзинський, А. Я. Поєздник і Я. Ф. Щербань. Іще чимало городян долучилися до становлення унікального куточка Криму.